# アイランドシティ中央公園
アイランドシティ中央公園（アイランドシティちゅうおうこうえん）とは、福岡県福岡市東区香椎照葉にある都市公園（総合公園）である。

## 概要
福岡市東区の人工島、福岡アイランドシティの「まちづくりエリア」に位置し、自然環境との共生や美しい町並み形成、防災拠点、自然との触れ合いの場となる総合的な公園を目標として整備された。一部施設は2005年に開催された全国都市緑化ふくおかフェア（アイランド花どんたく）のものを再利用している。
公園は道路を挟んで北側と南側に分かれており、歩道橋にて接続されている。
北側には中央部に修景池がありその周囲を取り囲むように芝生広場と周囲約600メートルの園路がある。池の西側には公園の管理事務所等が入っている体験学習施設「ぐりんぐりん」が位置し、池の東側には多目的広場、こどもの広場、花木園が位置する。
南側には国際交流庭園が位置する。
入園料は「ぐりんぐりん」 を除いて無料である。
指定管理者制度が導入されており、2007年から2021年までは西鉄グリーン土木（西鉄グループ）が、2021年（令和3年）からは小山千緑園とエフエム福岡の共同企業体（小山・FM福岡共同事業体）が 管理を行っている。

## 施設
- 体験学習施設 ぐりんぐりん
- こどもの広場
- 多目的広場
- 修景池
- 国際交流庭園
- 花木園

## 周辺施設
- 照葉積水ハウスアリーナ
- アイランドタワースカイクラブ
- サイバー大学
- 福岡市立照葉小中学校
- 杉岡記念病院

## 交通アクセス
西鉄バス
アイランドシティ中央公園前バス停